# Tácticas anticomputador

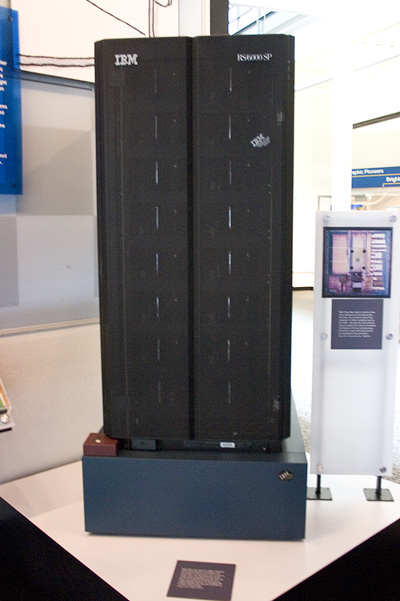
Deep Blue: una computadora similar a esta derrotó al campeón mundial de ajedrez Garry Kasparov en mayo de 1997

Las tácticas anticomputador son un estilo de juego usado por los humanos en varios juegos cuando se enfrentan a computadoras potentes para poder ganarles, especialmente en juegos de mesa como el ajedrez. Consiste en jugar de forma conservadora a largo plazo y la computadora no es capaz de verlo en su árbol de búsqueda del juego. Esto frecuentemente involucrará movimientos que se piensa son poco óptimos para poder explotar las debilidades conocidas del modo en que los jugadores computarizados evalúan las posiciones.